# Qala i Naw, Afghanistan
Qala i Naw (Persian: قلعه نو) là thị trấn của quận Qala i Naw và thủ phủ của Badghis, ở Tây Bắc Afghanistan. Dân số khoảng 9,000 người vào năm 2006 với khoảng 80% dân số là người Tajiks. Cộng đồng quan trọng khác bao gồm Pashtun, Balochis và Uzbek.
Thành phố Qala-i-naw có dân số là 64,125 người (thống kê năm 2015)  với 6 cảnh sát huyện (nahias) và tổng diện tích đất là 3.752 hecta. Có 7125 tổng số hộ gia đình ở trong Qala-i-Naw. Qala-i-Naw là tỉnh lỵ của tỉnh Badghis.
Qala-i-Naw là một Trung tâm tỉnh nằm ở miền tây Afghanistan. chiếm đất đai cằn cỗi cho 49% tổng diện tích đất  và chỉ có 28% được phân loại là xây dựng lên. Đất xây dựng lên, 60% là dân cư. Quận 4 có một sử dụng đất thể chế và vận tải lớn như là kết quả của các sân bay nằm ở đó.
Ở đây có một sân bay nhỏ là Sân bay Qala i Naw.

## Lịch sự và tên gọi
Ngôn ngữ địa phương Tajik 'Khla-e-nine' có nghĩa là 'New Castle'. Bởi năm 1863, làm cho một di tích pháo đài và một số đang đứng ở trong lều của bộ lạc du mục Aimakh. Năm 1878, một pháo đài mới được xây dựng theo tên của thành phố. Dần dần có một làm việc ở đây. Một nạn đói 1970-1971 đã bị tàn phá thành phố này và nhiều người sống còn lại. Sau đó, người dân bắt đầu phát triển và hiện nay có rất nhiều cửa hàng và một trạm cảnh sát. Nhưng đây là vấn đề của tuyến đường từ đường sỏi Shrwalon.

## Khí hậu
Qala i Naw có một khí hậu lạnh bán khô hạn (phân loại khí hậu Koppen  BSK ) với mùa hè nóng và mùa đông lạnh. Lượng mưa rất thấp, và chủ yếu rơi vào mùa đông.
| Dữ liệu khí hậu của Qala i Naw          | Dữ liệu khí hậu của Qala i Naw | Dữ liệu khí hậu của Qala i Naw | Dữ liệu khí hậu của Qala i Naw | Dữ liệu khí hậu của Qala i Naw | Dữ liệu khí hậu của Qala i Naw | Dữ liệu khí hậu của Qala i Naw | Dữ liệu khí hậu của Qala i Naw | Dữ liệu khí hậu của Qala i Naw | Dữ liệu khí hậu của Qala i Naw | Dữ liệu khí hậu của Qala i Naw | Dữ liệu khí hậu của Qala i Naw | Dữ liệu khí hậu của Qala i Naw | Dữ liệu khí hậu của Qala i Naw |
| Tháng                                   | 1                              | 2                              | 3                              | 4                              | 5                              | 6                              | 7                              | 8                              | 9                              | 10                             | 11                             | 12                             | Năm                            |
| --------------------------------------- | ------------------------------ | ------------------------------ | ------------------------------ | ------------------------------ | ------------------------------ | ------------------------------ | ------------------------------ | ------------------------------ | ------------------------------ | ------------------------------ | ------------------------------ | ------------------------------ | ------------------------------ |
| Cao kỉ lục °C (°F)                      | 23.2 (73.8)                    | 25.4 (77.7)                    | 32.7 (90.9)                    | 33.5 (92.3)                    | 39.1 (102.4)                   | 42.5 (108.5)                   | 42.8 (109.0)                   | 40.0 (104.0)                   | 37.7 (99.9)                    | 35.0 (95.0)                    | 30.5 (86.9)                    | 26.5 (79.7)                    | 42.8 (109.0)                   |
| Trung bình ngày tối đa °C (°F)          | 6.3 (43.3)                     | 7.4 (45.3)                     | 14.9 (58.8)                    | 21.9 (71.4)                    | 29.0 (84.2)                    | 33.7 (92.7)                    | 35.8 (96.4)                    | 33.5 (92.3)                    | 29.0 (84.2)                    | 23.0 (73.4)                    | 16.7 (62.1)                    | 10.2 (50.4)                    | 21.8 (71.2)                    |
| Trung bình ngày °C (°F)                 | 0.1 (32.2)                     | 2.4 (36.3)                     | 3.6 (38.5)                     | 15.1 (59.2)                    | 20.8 (69.4)                    | 25.8 (78.4)                    | 28.2 (82.8)                    | 25.3 (77.5)                    | 20.5 (68.9)                    | 14.0 (57.2)                    | 8.6 (47.5)                     | 3.9 (39.0)                     | 14.0 (57.2)                    |
| Tối thiểu trung bình ngày °C (°F)       | −4.0 (24.8)                    | −2.4 (27.7)                    | 2.9 (37.2)                     | 8.9 (48.0)                     | 12.0 (53.6)                    | 15.8 (60.4)                    | 18.2 (64.8)                    | 16.1 (61.0)                    | 10.0 (50.0)                    | 5.0 (41.0)                     | 1.8 (35.2)                     | −0.8 (30.6)                    | 7.0 (44.5)                     |
| Thấp kỉ lục °C (°F)                     | −27.3 (−17.1)                  | −26.1 (−15.0)                  | −10.9 (12.4)                   | −9.0 (15.8)                    | 2.3 (36.1)                     | 6.6 (43.9)                     | 11.2 (52.2)                    | 6.3 (43.3)                     | 0.2 (32.4)                     | −7.0 (19.4)                    | −9.6 (14.7)                    | −23.4 (−10.1)                  | −27.3 (−17.1)                  |
| Lượng Giáng thủy trung bình mm (inches) | 63.9 (2.52)                    | 77.0 (3.03)                    | 97.5 (3.84)                    | 47.3 (1.86)                    | 12.3 (0.48)                    | 0.0 (0.0)                      | 0.0 (0.0)                      | 0.0 (0.0)                      | 0.6 (0.02)                     | 6.7 (0.26)                     | 17.9 (0.70)                    | 53.4 (2.10)                    | 376.6 (14.81)                  |
| Số ngày mưa trung bình                  | 5                              | 7                              | 10                             | 9                              | 3                              | 0                              | 0                              | 0                              | 0                              | 2                              | 4                              | 5                              | 45                             |
| Số ngày tuyết rơi trung bình            | 6                              | 5                              | 3                              | 0                              | 0                              | 0                              | 0                              | 0                              | 0                              | 0                              | 1                              | 3                              | 18                             |
| Độ ẩm tương đối trung bình (%)          | 78                             | 75                             | 75                             | 70                             | 53                             | 39                             | 37                             | 37                             | 43                             | 53                             | 60                             | 76                             | 58                             |
| Số giờ nắng trung bình tháng            | 127.4                          | 120.8                          | 170.9                          | 162.5                          | 264.0                          | 344.8                          | 367.2                          | 334.0                          | 310.8                          | 197.0                          | 175.4                          | 110.2                          | 2.685                          |
| Nguồn: NOAA (1970-1983)                 |                                |                                |                                |                                |                                |                                |                                |                                |                                |                                |                                |                                |                                |